# Halydaia mackerrasi
Halydaia mackerrasi är en tvåvingeart som beskrevs av Paramonov 1960. Halydaia mackerrasi ingår i släktet Halydaia och familjen parasitflugor. Inga underarter finns listade i Catalogue of Life.